# 티쏘 아레나

티쏘 아레나(독일어: Tissot Arena)는 스위스 빌/비엔에 위치한 다목적 경기장과 그 외 아이스링크, 아이스하키 경기장, 컬링 홀로 구성되어 있다.스위스 챌린지리그 FC 빌-비엔과 내셔널 리그 A EHC 빌의 홈구장으로 사용되고 있다.

## 개요
티쏘 아레나의 경기장 및 경기장은 구제 렌 축구 경기장 및 비엘 아이스 하키 경기장의 대체품으로 사용된다. 티쏘 아레나의 축구 경기장 부분은 건물 단지의 남서쪽에 있으며 아이스 하키 경기장은 북동쪽에 있다. 빌/비엔에 본사를 두고 있는 Swatch Group의 회원사인 티쏘는 10년 이상 경기장의 명명권을 취득했다.
축구 경기장은 수용 인원을 5,200석에서 10,000석으로 늘 수 있다. 아이스 하키 경기장은 6,521명을 수용할 수 있다. 경기장 지붕에 설치된 8,100개의 태양 전지판에 의해 경기장의 전력의 일부가 생산된다.